# Дрізд-короткодзьоб гірський
Дрізд-короткодзьоб гірський(Catharus frantzii) — вид горобцеподібних птахів родини дроздових (Turdidae). Поширений у Центральній Америці. Наукова назва frantzii вшановує німецького натураліста Александера фон Франціуса (1821—1877).

## Поширення
Поширений у високогір'ях від центральної Мексики до західної Панами. Мешкає в підліску вологих гірських дубових і хвойних лісів, а також у вторинних заростях, як правило, приблизно від 1350 м до 3500 м над рівнем моря.